# Ібрагім Абдул Разак
Ібрагім Абдул Разак (англ. Ibrahim Abdul Razak, нар. 18 квітня 1983, Аккра) — ганський футболіст, що грав на позиції півзахисника, нападника.

## Клубна кар'єра
Народився 18 квітня 1983 року в місті Аккра. У дорослому футболі дебютував 1999 року виступами за команду «Ліберті Профешнелс», але того ж року відправився до Європи, де спочатку опинився у данському «Ольборзі», а потім у нижчолігових італійських клубах «Кастельфьорентіно» та «Емполі», але ніде не закріпився і грав стабільно лише в оренді у французькому «Сент-Етьєні», де провів сезон 2002/03 у другому дивізіоні країни. У 2003 році він повернувся в «Емполі», але жодного разу не зіграв у Серії А.
2004 року Ібрагім перебрався до Ізраїлю, де грав за місцеві команди «Маккабі» (Нетанья) та «Хапоель» (Раанана), після чого у 2007—2009 роках зенову грав на батьківщині за «Ліберті Профешнелс».
У сезоні 2008/09 грав у Єгипті за «Аль-Іттіхад» (Александрія), по завершенні якого знову перебрався до Ізраїлю, виступаючи за «Хапоель» (Акко) та «Хапоель» (Беер-Шева).
У 2012 році ганець грав за в'єтнамський «Ніньбінь», а пізніше за грузинський «Імереті» (Хоні).
Завершив професійну ігрову кар'єру у бахрейнському клубі «Аль-Наджма» (Манама), за який виступав протягом 2015—2016 років.

## Виступи за збірні
У складі юнацької збірної Гани (U-17) Ібрагім став бронзовим призером юнацького чемпіонату світу 1997 року в Єгипті. Загалом на юнацькому рівні взяв участь у 6 іграх.
Протягом 1999—2001 років залучався до складу молодіжної збірної Гани, з якою взяв участь у розіграші чемпіонату світу серед молодіжних команд 2001 року в Аргентині, на якому забив гол, а його команді вдалося потрапити до фіналу, поступившись там команді господарів з рахунком 0:3. Всього на молодіжному рівні зіграв у 7 офіційних матчах, забив 1 гол.
2004 року захищав кольори олімпійської збірної Гани, разом з якою був учасником футбольного турніру на Олімпійських іграх 2004 року в Афінах, але його команда не вийшла в плей-оф.
2001 року дебютував в офіційних матчах у складі національної збірної Гани. У складі збірної був учасником Кубка африканських націй 2002 року у Малі, на якому зіграв у всіх чотирьох іграх — в групі з Марокко (0:0), з Південною Африкою (0:0), з Буркіна-Фасо (2:1) та чвертьфіналі з Нігерією (0:1). Всього протягом кар'єри у національній команді, яка тривала 6 років, провів у її формі 13 матчів.

## Титули і досягнення
- Чемпіон Африки (U-17): 1999